# Glyssibach
Der Glyssibach ist ein etwa drei Kilometer langer Wildbach in Brienz im Schweizer Kanton Bern und ein rechter Zufluss des Brienzersees. Er ist dafür bekannt, dass er in kurzer Zeit sehr stark ansteigen kann, da er in einem felsigen Gebiet entspringt und der Boden das Wasser schlecht aufnimmt.

## Geographie

### Verlauf
Der Glyssibach entspringt im Felsmassiv des Brienzer Rothorns und überwindet zunächst einen starken Höhenunterschied. Danach durchfliesst er den Brienzer Wald, kurz vor dem Dorf gelangt er zu einem grossen Geschiebesammler, der das Dorf vor massiven Hochwasserschäden wie 2005 schützen soll. Er fliesst weiter südöstlich in Richtung des Dorfs, dann biegt er ab in Richtung Südsüdwesten und fliesst den letzten Abschnitt im ausgebauten, neuen Bachbett in Richtung See. Er mündet schliesslich beim Standort des Gemeindehauses von Brienz mit einem Delta in den Brienzersee.

### Einzugsgebiet
Das 1,99 km² grosse Einzugsgebiet des Glyssibachs liegt am Südrand der Emmentaler Alpen und wird über die Aare und den Rhein zur Nordsee entwässert.
Es besteht zu 46,4 % aus bestockter Fläche, zu 10,2 % aus Landwirtschaftsfläche, zu 0,7 % aus Siedlungsfläche, zu 2,1 % aus Gewässerfläche und zu 40,7 % aus unproduktiven Flächen.
Die Flächenverteilung
Die mittlere Höhe des Einzugsgebietes beträgt 1211 m ü. M., die minimale Höhe liegt bei 563 m ü. M. und die maximale Höhe bei 2032 m ü. M.

## Hydrologie

### Hochwasser
In der Vergangenheit zeigte sich immer wieder, wie gefährlich der Glyssibach als Wildbach sein kann. Da er in einem Felsmassiv entspringt und viele Quellarme hat, kann er innert kurzer Zeit stark ansteigen und viel Geschiebe mit sich führen. Ab 1912 wurden planmässige Schutzmassnahmen ausgeführt. Mit Trockenmauern wurden Sperren und Terrassen errichtet. Von 1915 bis 1997 wurden 1,4 Millionen Bäume angepflanzt. Etwa 10 Prozent konnten Wurzeln schlagen.
Beim Alpenhochwasser 2005 regnete es tagelang sehr intensiv. In der Nacht auf den 23. August wurde die Lage kritisch. Die Feuerwehr begann das Dorfquartier auf dem Schwemmkegel des Baches zu evakuieren. Kurz darauf donnerte eine Flutwelle mit Wasser und Geröll den Bach herunter und zerstörte über 20 Häuser. Bei diesem Ereignis kamen zwei Menschen im Schlaf ums Leben.

### Korrektion und Hochwasserschutz
Um ein zweites Unglück dieser Art zu vermeiden, wurden Schutzmassnahmen getroffen. So wurde oberhalb des Dorfes einen Geschiebesammler gebaut, um Murgänge und grosse Mengen Wasser rechtzeitig rückzustauen und zu regulieren. Ebenfalls wurde das Bachbett des Unterlaufes massiv verbreitert, sodass der Glyssibach ein grösseres Fassungsvermögen hat. Früher durchfloss er nur eine sehr schmale, künstliche Abflussrinne.